# Leptometopa matilei
Leptometopa matilei är en tvåvingeart som beskrevs av Curtis W. Sabrosky 1978. Leptometopa matilei ingår i släktet Leptometopa och familjen sprickflugor. Inga underarter finns listade i Catalogue of Life.